# Garcinia chromocarpa
Espèce
Synonymes
- Garcinia echirensis Pellegr.[1]
- Garcinia parva Spirlet[1]

Garcinia chromocarpa Engl. est une espèce de plantes à fleurs de la famille des Clusiaceae, du genre Garcinia, présente en Afrique centrale.

## Taxon
C'est une espèce présentement connue sur le nom de Garcinia quadrifaria var. chromocarpa (Engl.) Sosef & Dauby (2012). En effet, Garcinia chromocarpa est une variété de Garcinia quadrifaria.

Garcinia echirensis Pellegr. (1959) ; Garcinia parva Spirlet (1959), sont aussi des synonymes de cette espèce.

## Description
C'est un arbre de 15 à 25 m de haut, qu’on retrouve dans des zones de 1 à 1 000 m d’altitude.

## Distribution
C’est une plante native de la République démocratique du Congo,.  C’est une espèce très répandue en Afrique tropicale : Burundi, Cameroun, Gabon, RD Congo, Rwanda.